# Балишанън
Балишанън (на английски: Ballyshannon; на ирландски: Béal Átha Seanaidh) е град в северната част на Ирландия, графство Донигал на провинция Ълстър. Разположен е около устието на река Еърн в залива Донигал на 4 km от границата със Северна Ирландия. В Балишанън се провеждат два музикални фестивала. Фолклорен фестивал и рокфестивал в памет на роккитариста Рори Калагър. Населението на града е 2004 жители от преброяването през 2006 г., а заедно с прилежащите му околности 2686. 

## Личности
Родени
- Рори Галахър (1948 – 1995), ирландски роккитарист